# 大谷桃子
大谷 桃子（日语：／ Ōtani Momoko，1995年8月24日—），日本女子网球运动员。她曾代表日本参加2020年夏季残疾人奥林匹克运动会轮椅网球比赛，获得女子双打铜牌。